# Фарго (Оклахома)
Фарго (англ. Fargo) — місто (англ. town) в США, в окрузі Елліс штату Оклахома. Населення — 312 особи (2020).

## Географія
Фарго розташоване за координатами 36°22′28″ пн. ш. 99°37′19″ зх. д. / 36.37444° пн. ш. 99.62194° зх. д. (36.374317, -99.622051).  За даними Бюро перепису населення США в 2010 році місто мало площу 1,48 км², уся площа — суходіл.

## Демографія
Згідно з переписом 2010 року, у місті мешкали 364 особи в 138 домогосподарствах у складі 97 родин. Густота населення становила 245 осіб/км².  Було 163 помешкання (110/км²).
Расовий склад населення:
| - 92,9 % — білих - 1,9 % — корінних американців - 4,1 % — осіб інших рас |

До двох чи більше рас належало 1,1 %. Частка іспаномовних становила 10,7 % від усіх жителів.
За віковим діапазоном населення розподілялося таким чином: 30,5 % — особи молодші 18 років, 59,1 % — особи у віці 18—64 років, 10,4 % — особи у віці 65 років та старші. Медіана віку мешканця становила 36,3 року. На 100 осіб жіночої статі у місті припадало 114,1 чоловіків;  на 100 жінок у віці від 18 років та старших — 110,8 чоловіків також старших 18 років.
Середній дохід на одне домашнє господарство  становив 55 469 доларів США (медіана — 41 429), а середній дохід на одну сім'ю — 63 965 доларів (медіана — 45 417). За межею бідності перебувало 13,7 % осіб, у тому числі 27,4 % дітей у віці до 18 років та 5,4 % осіб у віці 65 років та старших.
Цивільне працевлаштоване населення становило 119 осіб. Основні галузі зайнятості: сільське господарство, лісництво, риболовля — 21,8 %, роздрібна торгівля — 16,0 %, освіта, охорона здоров'я та соціальна допомога — 13,4 %.